# Belfius Mons-Hainaut
Belfius Mons-Hainaut (deutsch Belfius Bergen im Hennegau) ist ein belgischer Basketballverein aus Mons im wallonischen Hennegau. Die professionelle erste Mannschaft wird seit 2001 von der Dexia-Bank gesponsert und war daher vor der Umbenennung der Bank in Belfius zwischen 2001 und 2012 als Dexia Mons-Hainaut bekannt.

## Geschichte
Der Verein wurde 1959 als Union St. Joseph Quaregnon in einer Fusion von „BC Borain“ und „Jeunesse Sportif“ in Quaregnon gegründet, einem Vorort von Mons. Zunächst hatte man keine eigene Halle, sondern spielte auf Freiplätzen, bevor man später in eine Schulsporthalle wechselte.
1991 gelang erstmals der Aufstieg in die höchste nationale Spielklasse, die man nach einem 14. Platz in der Meisterschaft sofort wieder verlassen musste. Ein Jahr später folgte die sofortige Rückkehr in die oberste Liga und der Umzug in die Halles de Jemappes in Jemappes, einem Stadtteil von Mons. In der Spielzeit 1995/96 spielte man erstmals international im europäischen Vereinswettbewerb Korać-Cup. Nach einem dritten Platz in der nationalen Meisterschaft 1998 änderte der Verein, der sich mittlerweile nach dem Namenssponsor Belgacom Union Quaregnon-Mons nannte, seinen Namen in die neue Marke des ehemaligen staatlichen TK-Monopolisten Belgacom um und trat fortan als Telindus Union Mons-Hainaut an.
2001 wurde Telindus Namenssponsor des flandrischen Konkurrenten BC Ostende und die Dexia-Bank übernahm als Namenssponsor. 2003 erreichte man mit Trainer Yves Defraigne, der früher noch selbst für den Verein gespielt hatte, und mit George Evans einen zweiten Platz in der regulären Saison, scheiterte aber erneut in den Play-offs am Einzug ins Finalserie um die Meisterschaft. 2005 musste Defraigne schließlich den Verein verlassen und für die Spielzeit 2005/06 in der neuen Mons Arena übernahm der Kroate Nikša Bavčević als Trainer. Mit ihm und den aus den USA stammenden Spielern Omar Cook und Thomas Kelati gewann man erstmals einen nationalen Titel mit dem belgischen Pokal nach dem Finalsieg über den regionalen Rivalen aus dem Hennegau, Spirou BC Charleroi. Im europäischen Vereinswettbewerb FIBA Europe League erreichte man die Viertelfinal-Play-offs, welche gegen den späteren russischen Finalisten BK Chimki verloren gingen. Auch in der Meisterschaft konnte man erstmals die Finalserie erreichen, musste aber den Titel Telindus Oostende überlassen, in deren Reihen unter anderem der deutsche Nationalspieler Denis Wucherer spielte. In der folgenden Spielzeit konnte man die Erfolge nicht wiederholen und die erstmalige Teilnahme am ULEB Cup 2006/07 endete mit nur einem Sieg in zehn Gruppenspielen frustrierend.
2007 übernahm Chris Finch als Trainer, der 2005 die belgische Meisterschaft mit Euphony Bree gewonnen hatte und seit 2006 in Vorbereitung der Olympischen Spiele 2012 die neue britische Basketballnationalmannschaft betreute. Mit ihm erreichte man im FIBA EuroCup, dem Nachfolgewettbewerb der FIBA Europe League und Vorgängerwettbewerb der EuroChallenge, das Finale, welches knapp mit einem Punkt gegen den lettischen Verein Barons LMT aus Riga verloren ging, in dessen Reihen mit dem lettischen Nationalspieler Raimonds Vaikulis ein ehemaliger Spieler des belgischen Vereins stand. Damit verpasste man den ersten Titelgewinn einer belgischen Vereinsmannschaft in einem europäischen Wettbewerb. Anschließend verließen der damals bereits 37-jährige George Evans sowie der britische Nationalspieler Michael Lenzly, ehemals in der deutschen Basketball-Bundesliga für den TBB Trier aktiv, den Verein. Evans selbst ging zum deutschen Erstligisten nach Trier, wo bereits sein ehemaliger Trainer Yves Defraigne arbeitete, während vom deutschen Verein Caleb Green in den Hennegau wechselte. In der Meisterschaft gelang erst im folgenden Jahr 2009 wieder ein Finaleinzug; die Serie ging jedoch an den Titelverteidiger und regionalen Rivalen Spirou BC. Trainer Finch wechselte anschließend in die NBA Development League zu den Rio Grande Valley Vipers und in den Trainerstab der Houston Rockets in der NBA.
2009 wurde der israelische Nationaltrainer Arik Shivek neuer Trainer. Nach einer eher enttäuschenden Spielzeit 2009/10 gewann man 2011 im Finale gegen Rekordsieger und Titelverteidiger Ostende erneut den belgischen Pokal und erreichte in der Meisterschaft den dritten Platz. In der folgenden Spielzeit konnte man sich erfolgreich gegen Beşiktaş Milangaz für den Eurocup 2011/12 qualifizieren, wo man in der ersten Gruppenphase ausschied, während Beşiktaş die EuroChallenge 2012 gewann. Durch die Restrukturierung der in der Folge der Bankenkrise schwer angeschlagenen Dexia-Bank wurde auch der Vereinsname ab März 2012 in Belfius Mons-Hainaut geändert. In der Meisterschaft gelang nach einem fünften Platz in der regulären Saison der Einzug in die Play-off-Halbfinalserie gegen den Hauptrundenersten Ostende. Für die folgende Saison 2012/13 wurde dann erneut Yves Defraigne als Trainer verpflichtet. In der Saison 2012/13 scheiterte man erneut in den Play-offs erneut an Titelverteidiger Ostende, jedoch erst in der Finalserie, die glatt in drei Spielen an die Mannschaft aus Flandern ging.

## Wichtige Spieler
| - / Melvin McCants 1993–2000 - Christian Ast 1999–2000 - Ronny Bayer 1999–2002 - Gary Collier 2000–2003 - Bernd Volcic 2000–2005 - Jean-Marc Jaumin 2003–2005 - Raimonds Vaikulis 2004/05 - Thomas Kelati 2005/06 - Omar Cook 2005/06 - Shawnta Rogers 2006/07 - Johnny Taylor 2006/07 - Bingo Merriex 2006/07 | - / Mike Lenzly 2007/08 - Andrew Sullivan 2007/08 - / Nate Reinking 2007–2010 - Travis Conlan 2007–2010 - Ben Ebong 2007–2010 - Caleb Green 2008/09 - / Julian Sensley 2008/09 - Kelvin Torbert 2008–2010 - / Craig Callahan 2009/10 - Justin Cage 2009–2012 - Peter van Paassen 2010/11 - Ahmad Nivins 2010–2012 | - Sean Singletary 2011/12 - A. J. Slaughter 2011/12 - Jonathan Wallace 2012/13 - Brian Qvale 2012/13 - Talor Battle seit 2013 - Robert Vaden seit 2013 - Derrick Byars seit 2014 - Mike Smith seit 2014 |

## Ehemalige Trainer
- André Barbieux 1986–1991
- Michel Voituron 1991–1993
- Julien Marnegrave 1993–1999
- Yves Defraigne 1999–2005
- Nikša Bavčević 2005–2007
- Chris Finch 2007–2009
- Arik Shivek 2009–2012